# Hydroptila bengkoka
Hydroptila bengkoka is een schietmot uit de familie Hydroptilidae. De soort komt voor in het Oriëntaals gebied.